# The Ventures

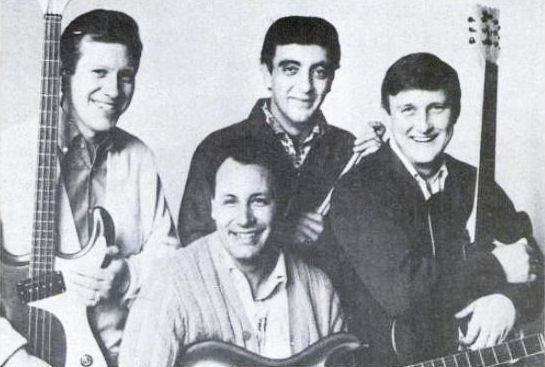
The Ventures

De instrumentale band The Ventures werd in 1958 in Tacoma, nabij Seattle in de Amerikaanse staat Washington, opgericht door de gitaristen Bob Bogle en Don Wilson. In 1960 scoorde de groep met Walk Don't Run een wereldhit. Door het grote publiek is de groep praktisch vergeten, alleen liefhebbers, popkenners en gitaristen weten nog wie zij zijn. In Japan hebben ze hun grootste successen geboekt. In dat land hebben ze meer dan 2600 concerten gegeven.
Ze staan bekend als een surfgroep, maar in werkelijkheid hebben ze hun muziek altijd aangepast aan de mode van de tijd: rock-'n-roll, surf, country, blues, enka en J-pop (speciaal voor Japan), easy listening, filmmelodieën en hits van tv-series (waaronder het welbekende Hawaii Five-O). Van The Ventures werden in de periode 1960-2010 124 studioalbums en meer dan 40 liveregistraties en talloze compilatiealbums uitgebracht. Ze inspireerden gitaargroepen in alle werelddelen, waaronder de bekendste surfband uit de geschiedenis, The Beach Boys, en veel Nederlandse indorockgroepen. In 2008 is de groep opgenomen in de Rock and Roll Hall of Fame.

## Muzikanten
In 1960 had zich bij het duo Bogle/Wilson de gitarist Nokie Edwards aangesloten, die basgitaar ging spelen. Hij was de meest complete gitarist van de drie, zodat hij na enige tijd voorstelde om leadgitaar te spelen. Bogle stemde daarmee in en leerde snel de baspartijen op het volledige repertoire dat ze tot dan toe hadden opgebouwd. Deze stap zou essentieel zijn voor het moderniseren van het geluid van de band.
In 1962 kwam Mel Taylor de band op drums versterken. Het viertal Edwards - Bogle - Wilson - Taylor beschouwen de meeste fans als de "classic line-up". Deze bezetting heeft zo'n 12 jaar samengespeeld. Vanaf 1968 speelden afwisselend Gerry McGee (een gitarist afkomstig uit de blueswereld) en Nokie Edwards leadgitaar, met zo nu en dan Bob Bogle en heel soms Don Wilson. Aanvullend huurden Bogle en Wilson verschillende sessiemuzikanten in voor concertreeksen en plaatopnamen (zodat het resultaat telkens weer anders klonk).
In 1981 sloten ze een overeenkomst met de veelzijdige gitarist Bob Spalding, die kon invallen op iedere plaats waar ondersteuning nodig was. Geleidelijk aan werd zijn rol almaar belangrijker.
Bob Bogle stopte met toeren in 2004. Zijn laatste opnamen dateren van maart 2007 en zijn verschenen op de cd Rocky. In 2012 liet Nokie Edwards weten niet meer met The Ventures te willen optreden. Tijdens de Japanse tournee van 2017 moest Gerry McGee in het ziekenhuis worden opgenomen. Hij besloot er voor het jaar 2018 een punt achter te zetten. In 2015 beëindigde Don Wilson zijn actieve loopbaan bij The Ventures, wel bleef hij wel betrokken als producer. Zijn laatste wapenfeit was het voltooien van de muziekdocumentaire "Stars on Guitars" (2020). Don Wilson overleed in 2022 op 88-jarige leeftijd in Tacoma.
Met het verdwijnen van de grote namen leek het Bob Spalding eind 2014 een goed idee om  een tributeband op te richten met de naam V2. Andere muzikanten werden daarvoor aangetrokken.  Don Wilson vroeg Spalding of hij de leiding van de Ventures wilde overnemen. Zo werd de band V2 getransformeerd tot de nieuwe Venturesformatie. Blijkens de reacties op de sociale media werd hier wisselend op gereageerd.     
- Bob Spalding - gitaar
- Lucas Griffin - bas
- Ian Spalding - gitaar, toetsen
- Leon Taylor - drums

De erven The Ventures verkochten eind 2023 de naam en platencatalogus aan een nieuwe eigenaar. Het contract om te spelen en op te nemen als The Ventures werd niet verlengd. Mogelijk gaan Taylor en Spalding c.s. door als V2. Op 20 augustus 2023 hebben ze hun laatste concert als The Ventures gegeven. Hun laatste album was New Space. 

### Voormalige bandleden
- Bob Bogle - basgitaar (1934-2009)
- Don Wilson - rhythmgitaar (1933-2022)
- Nokie Edwards - leadgitaar (1935-2018)
- Gerry McGee - leadgitaar (1937-2019)
- Howie Johnson - drums (1934-1988)
- Mel Taylor - drums (1933-1996)
- Joe Barile - drums, percussie

## NPO Radio 2 Top 2000
| Nummer met noteringen in de NPO Radio 2 Top 2000 | '00  | '01-'02 | '03  |
| ------------------------------------------------ | ---- | ------- | ---- |
| Walk, Don't Run                                  | 1871 | -       | 1975 |

1. ↑  Een '-' betekent dat het nummer niet was genoteerd en een vetgedrukt getal geeft de hoogste notering aan.
2. ↑  2000 was het eerste jaar met een notering voor dit nummer.
3. ↑  Deze tabel is bijgewerkt tot en met de meest recente editie (2024).